# Max Henny
Max Adolf Henny (Buitenzorg, 1 oktober 1885 – 5 januari 1968) was een Nederlands voetballer die als middenvelder speelde.

## Interlandcarrière
Op 1 april 1907 speelde Henny onder bondscoach Cees van Hasselt in het Nederlands voetbalelftal zijn enige interland, een vriendschappelijke wedstrijd in Den Haag tegen een amateurelftal dat Engeland representeerde. Het was de vijfde officiële interland van het Nederlands elftal, al is het nooit door de Engelse voetbalbond als A-wedstrijd erkend.
| Interlands van Max Henny | Interlands van Max Henny | Interlands van Max Henny | Interlands van Max Henny | Interlands van Max Henny | Interlands van Max Henny |
| №                        | Datum                    | Wedstrijd                | Uitslag                  | Competitie               | Doelpunten               |
| Als speler bij HFC       | Als speler bij HFC       | Als speler bij HFC       | Als speler bij HFC       | Als speler bij HFC       | Als speler bij HFC       |
| ------------------------ | ------------------------ | ------------------------ | ------------------------ | ------------------------ | ------------------------ |
| 1.                       | 1 april 1907             | Nederland – Engeland     | 1 – 8                    | Vriendschappelijk        | 0                        |

## Familie
Henny was een lid van het patriciaatsgeslacht Henny en een zoon van landsadvocaat te Batavia mr. Carel Anne Henny (1850-1893) en Albertine Eugenie du Perron (1858-1935). Hij trouwde in 1906 met Wilhelmina Emma Mijer (1885-1944) met wie hij vier kinderen kreeg. Hij werd later bankier.